# Albus
Alba Sylwiusz (łac. Alba Silvius) – legendarny król miasta Alba Longa, syn Latynusa Sylwiusza, wnuk Eneasza Sylwiusza, przodek: Sylwiusza, Askaniusza i Eneasza, ojciec Kapeta (imię według narracji Dionizjusza z Halikarnasu,przez Liwiusza zwany Atysem). Rządził 39 lat.